# Ruta de Rhode Island 51
La Ruta de Rhode Island 51, y abreviada R.I. 51 (en inglés: Rhode Island Route 51) es una carretera estatal estadounidense ubicada en el estado de Rhode Island. La carretera inicia en el Sur desde la Ruta 115     en West Warwick hacia el Norte en la Ruta 12     en Cranston. La carretera tiene una longitud de 8,7 km (5.4 mi).

## Mantenimiento
Al igual que las autopistas interestatales, y las rutas federales y el resto de carreteras estatales, la Ruta de Rhode Island 51 es administrada y mantenida por el Departamento de Transporte de Rhode Island por sus siglas en inglés RIDOT.

## Cruces
La Ruta de Rhode Island 51 es atravesada principalmente por la Hope Road en Cranston
Cardinal Road en Cranston.